# Divize A 2005/2006
V soubojích 41. ročníku České divize A 2004/2005 se utkalo 16 týmů dvoukolovým systémem podzim – jaro. Tento ročník začal v srpnu 2005 a skončil v červnu 2006.

## Kluby podle přeborů
- Jihočeský (4): FK Spartak MAS Sezimovo Ústí, TJ Jiskra Třeboň, SK Jankov, FK Tábor,
- Plzeňský (5): FC Viktoria Plzeň „B“, TJ Klatovy, SK Slavia Vejprnice, SK Senco Doubravka, FK Holýšov
- Karlovarský (1): FK Union Cheb 2001
- Pražský (2): SK Motorlet Praha, SK Horní Měcholupy
- Středočeský (4): TJ Ligmet Milín, FC Bzová, FK Králův Dvůr, SK Hořovice

## Výsledná tabulka
| Poř. | Tým                    | Z  | V  | R  | P  | VG | OG | B  |
| ---- | ---------------------- | -- | -- | -- | -- | -- | -- | -- |
| 1.   | FC Viktoria Plzeň „B“  | 30 | 20 | 7  | 3  | 78 | 25 | 67 |
| 2.   | FK Hvězda Cheb         | 30 | 17 | 8  | 5  | 52 | 32 | 59 |
| 3.   | TJ Klatovy             | 30 | 15 | 7  | 7  | 46 | 22 | 53 |
| 4.   | SK Motorlet Praha      | 30 | 13 | 10 | 7  | 50 | 31 | 49 |
| 5.   | TJ Ligmet Milín        | 30 | 15 | 4  | 11 | 42 | 41 | 49 |
| 6.   | SK Sezimovo Ústí       | 30 | 13 | 8  | 9  | 35 | 36 | 47 |
| 7.   | SK Slavia Vejprnice    | 30 | 13 | 7  | 10 | 47 | 41 | 46 |
| 8.   | SK Senco Doubravka     | 30 | 11 | 10 | 9  | 48 | 36 | 43 |
| 9.   | TJ Jiskra Třeboň       | 30 | 11 | 9  | 10 | 42 | 35 | 42 |
| 10.  | FC Bzová (N)           | 30 | 10 | 10 | 10 | 36 | 44 | 40 |
| 11.  | FK Králův Dvůr         | 30 | 11 | 3  | 16 | 44 | 56 | 36 |
| 12.  | SK Jankov (N)          | 30 | 9  | 8  | 13 | 29 | 46 | 35 |
| 13.  | SK Hořovice            | 30 | 8  | 9  | 13 | 36 | 45 | 33 |
| 14.  | SK Horní Měcholupy (N) | 30 | 8  | 8  | 14 | 33 | 45 | 32 |
| 15.  | FK Tábor               | 30 | 4  | 4  | 22 | 19 | 58 | 16 |
| 16.  | FK Holýšov (N)         | 30 | 0  | 11 | 19 | 30 | 75 | 11 |

Poznámky:
- Z = Odehrané zápasy; V = Vítězství; R = Remízy; P = Prohry; VG = Vstřelené góly; OG = Obdržené góly; B = Body; (S) = Mužstvo sestoupivší z vyšší soutěže; (N) = Mužstvo postoupivší z nižší soutěže (nováček)
- O pořadí klubů se stejným počtem bodů rozhodly vzájemné zápasy.

|  | Postup do ČFL 2006/2007                           |
|  | Sestup do příslušného krajského přeboru 2006/2007 |